# Encarsia tristis
Encarsia tristis is een vliesvleugelig insect uit de familie Aphelinidae. De wetenschappelijke naam is voor het eerst geldig gepubliceerd in 1896 door Zehntner.